# ル・タンプル (ロワール＝エ＝シェール県)
ル・タンプル （Le Temple）は、フランス、サントル＝ヴァル・ド・ロワール地域圏、ロワール＝エ＝シェール県のコミューン。

## 由来
コミューンの名は、12世紀にコマンドリーを築いたテンプル騎士団に由来する。1148年にはAus Materas、1205年にはVilla Templi、1610年には Le Temple de la Champigneulleと記された。テンプル騎士団が解散させられた後、コマンドリーは聖ヨハネ騎士団に与えられた。テンプル騎士団の礼拝堂だった建物は、教区教会として残っている。

## 人口統計
| 1962年 | 1968年 | 1975年 | 1982年 | 1990年 | 1999年 | 2006年 | 2012年 |
| ------ | ------ | ------ | ------ | ------ | ------ | ------ | ------ |
| 266    | 224    | 180    | 156    | 150    | 179    | 176    | 176    |

source=1999年までLdh/EHESS/Cassini、2004年以降INSEE